# طاغوت قرقفي
الطواغيت القرقفية هي طيور صغيرة، تنتشر أساساً في جبال الأنديز، تنتمي لفصيلة عصافير الملك وتُصَنَّف ضمن جنسي أنيريتيس وأورومييس. وتُعتبر الطواغيت القرقفية طيوراً صغيرة إلى حد ما (11-14 سم) وجاء اسم القرقفية نظراً لتشابه شكلها وسلوكاتها خصوصاً أثناء وقت تغذيتها مع شكل وسلوكات طائر القرقف. تعيش الطواغيت القرقفية في المناطق المعتدلة أو القاحلة وتوجد أساساً في جبال الأنديز. وهي واحدة من الأجناس القليلة التي تدخل ضمن نوع صائدة الذباب التي تحلق في ارتفاعات عالية جداً.

## الأنواع

### أنيريتيس
- Ash-breasted tit-tyrant, Anairetes alpinus
- Black-crested tit-tyrant, Anairetes nigrocristatus
- Pied-crested tit-tyrant, Anairetes reguloides
- Yellow-billed tit-tyrant, Anairetes flavirostris
- طاغوت خوان فرنانديز القرقفي، Anairetes fernandezianus
- الطاغوت القرقفي المُقنزع، Anairetes parulus

### أورومييس
- Agile tit-tyrant, Uromyias agilis
- Unstreaked tit-tyrant, Uromyias agraphia